# Bisdom León en Nicaragua
Het bisdom León en Nicaragua (Latijn: Dioecesis Leonensis in Nicaragua) is een rooms-katholiek bisdom met als zetel León, in Nicaragua. Het bisdom is suffragaan aan het aartsbisdom Managua. 

## Geschiedenis
Het bisdom werd opgericht op 3 november 1534, als het bisdom Nicaragua, uit delen van het bisdom Santo Domingo op de Dominicaanse Republiek. Op 2 december 1913 veranderde het van naam naar bisdom León en Nicaragua. 
Het bisdom omvatte bij de oprichting geheel Nicaragua en Costa Rica. Het verloor meermaals gebied bij de oprichting van de bisdommen San José de Costa Rica (1850) en Granada (1913), het apostolisch vicariaat Bluefields (1913), het aartsbisdom Managua (1913) en het bisdom Estelí (1962). 
Het bisdom wisselde meermaals van kerkprovincie en was achtereenvolgens suffragaan aan de aartsbisdommen Sevilla in Spanje (1534), Lima in Peru (1547), Guatemala in Guatemala (1743), en Managua (1913). 

## Parochies
Het bisdom had in 2021 een oppervlakte van 10.279 km2 en telde 863.028 inwoners waarvan 90,8% rooms-katholiek was.

## Bisschoppen
- Diego Alvarez de Osorio (26 februari 1531 - mei 1536)
- Francisco de Mendavia (5 december 1537 - 6 oktober 1540)
- Antonio de Valdivieso (29 februari 1544 - 26 februari 1549)
- Fernando González de Bariodero (18 december 1555 - 2 mei 1556)
- Lázaro Carrasco (1556 - 20 november 1562)
- Fernando González de Bariodero (1556 - 2 mei 1556)
- Luís de la Fuente (28 Apr 1564 - december 1566)
- Pedro Gómez de Córdoba (2 juni 1568 - 18 juni 1574)
- Antonio de Zayas (19 januari 1575 - 8 maart 1582)
- Domingo de Ulloa (4 februari 1585 - 9 december 1591)
- Jerónimo de Escobar (22 mei 1592 - 19 maart 1593)
- Alfonso de la Mota y Escobar (31 maart 1594 - 1595)
- Juan Antonio Diaz de Salcedo (28 juli 1597 - 1603)
- Pedro de Villarreal (22 oktober 1603 - 1619)
- Benito Rodriguez Valtodano (17 maart 1621 - 1629)
- Agustin de Hinojosa y Montalvo (12 augustus 1630 - 5 juli 1631)
- Juan Barahona Zapata del Águila (29 maart 1632 - 19 november 1632)
- Fernando Núñez Sagredo (14 maart 1633 - 31 maart 1639)
- Alonso de Briceño (14 november 1644 - 18 augustus 1653)
- Tomás Manso (29 april 1658 - 1659)
- Juan de la Torre y Castro (19 december 1661 - december 1662)
- Alfonso Bravo de Laguna (1 september 1670 - 9 juni 1674)
- Andrés de las Navas y Quevedo (13 september 1677 - 15 februari 1683)
- Juan de Rojas y Asúa (8 maart 1683 - 25 november 1685)
- Nicolás Delgado (12 mei 1687 - 25 november 1698)
- Diego Morcillo Rubio de Auñón de Robledo (21 november 1701 - 14 mei 1708)
- Juan Benito Garret y Arlovi (3 oktober 1708 - 7 oktober 1716)
- Andrés Quiles Galindo (9 februari 1718 - 2 juli 1719 )
- José Xirón de Alvarado (28 mei 1721 - 21 juni 1724)
- Francisco Dionisio de Villavicencio (1 juli 1726 - 25 december 1735)
- Domingo Antonio de Zatarain (3 maart 1738 - 6 februari 1741)
- Isidoro Marín Bullón y Figueroa (2 december 1743 - 19 juli 1748)
- Pedro Agustín Morell de Santa Cruz y Lora (20 oktober 1749 - 28 mei 1753)
- José Antonio Flores de Rivera (23 juli 1753 - december 1756)
- Matías José de Navia Bolaños y Moscoso (26 september 1757 - 2 februari 1762)
- Juan Carlos de Vilches y Cabrera (27 maart 1765 - 14 april 1774)
- Esteban Lorenzo de Tristán y Esmenota (11 september 1775 - 15 december 1783)
- Juan Félix de Villegas (14 februari 1785 - 23 september 1793)
- Juan Cruz Ruiz de Cabañas y Crespo (12 september 1794 - 18 december 1795)
- José Antonio de la Huerta Caso (24 juli 1797 - 25 mei 1803)
- Felipe Antonio Pérez del Notario (28 mei 1804 - 15 mei 1806)
- Nicolás García Jerez (17 november 1806 - 31 juli 1825)
- José de Viteri y Ungo (5 november 1849 - 25 juli 1853)
- José Bernardo Piñol y Aycinena (30 november 1854 - 20 september 1867)
- Manuel Ulloa y Calvo (20 september 1867 - 25 januari 1879; coadjutor sinds 25 september 1865)
- Francisco Ulloa y Larios (19 oktober 1880 - 30 juli 1902)
- Simeón Pereira y Castellón (30 juli 1902 - 2 februari 1921; coadjutor sinds 2 december 1895)
- Agustin Nicolas Tijerino y Loáisiga (21 november 1921 - 28 maart 1945)
- Isidro Augusto Oviedo y Reyes (13 juni 1946 - 14 april 1969)
- Manuel Salazar y Espinoza (30 januari 1973 - 19 december 1981; hulpbisschop sinds 14 april 1969)
- Julián Luis Barni Spotti (18 juni 1982 - 2 april 1991; apostolisch administrator sinds 19 december 1981)
- César Bosco Vivas Robelo (2 april 1991 - 29 juni 2019)
- René Sócrates Sándigo Jirón (29 juni 2019 - heden)

## Galerij van afbeeldingen

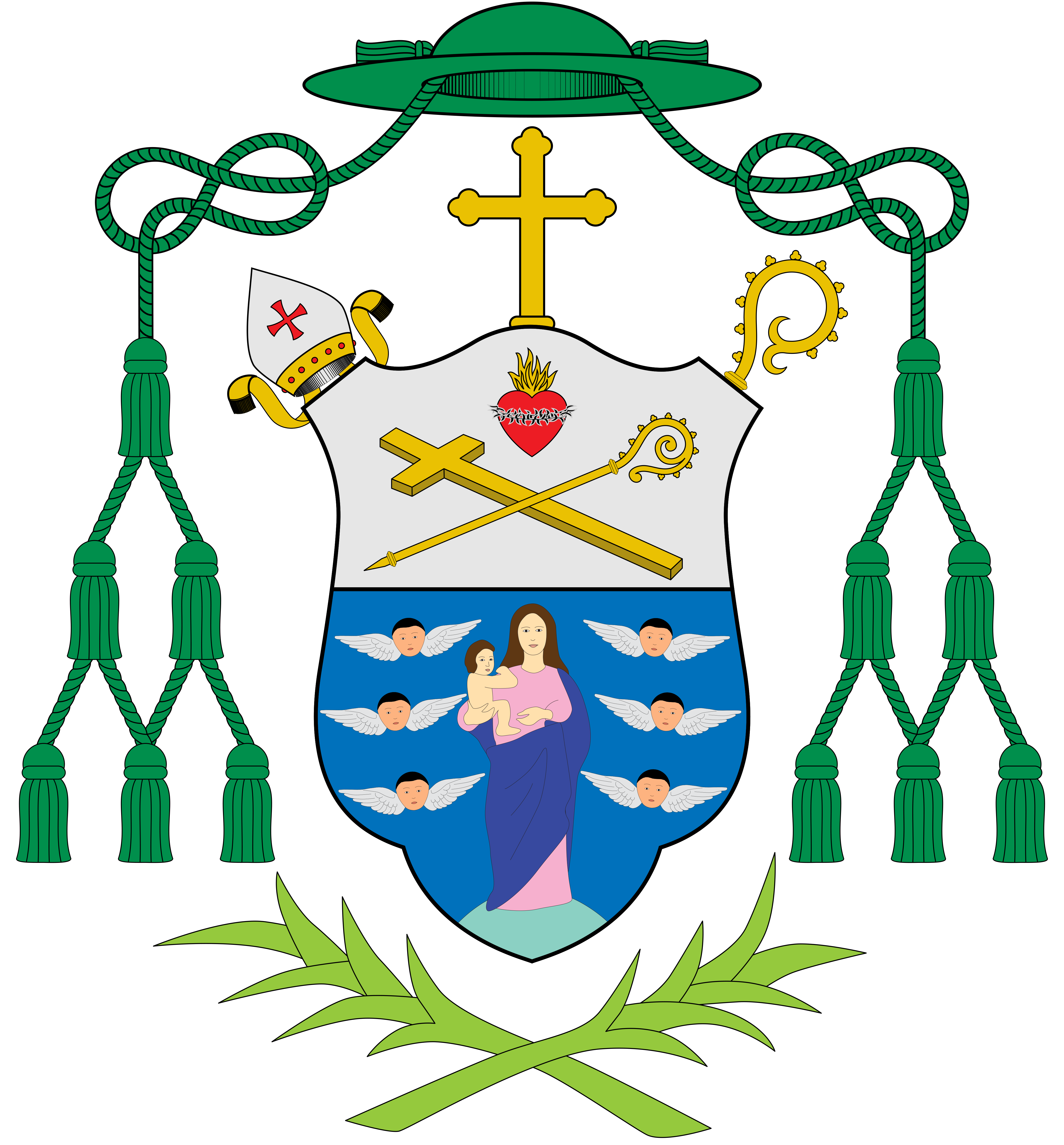
Wapen van het bisdom
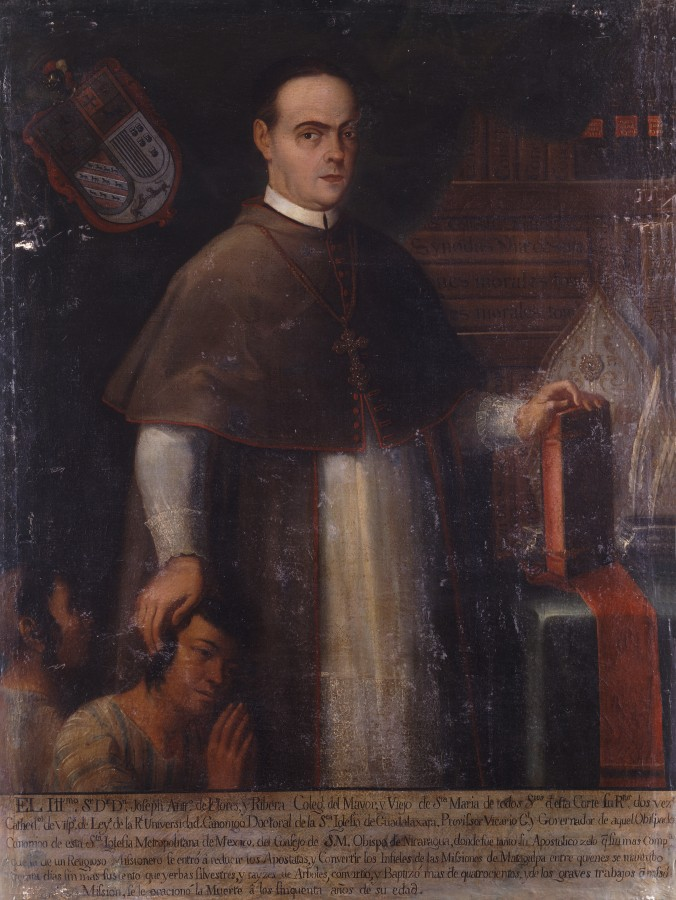
Bisschop José Antonio Flores de Rivera (1753 - 1756)
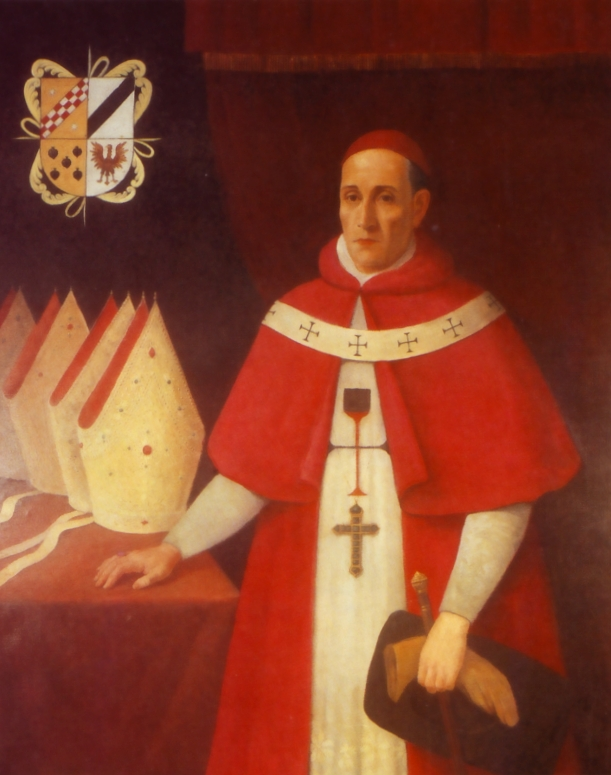
Bisschop Diego Morcillo Rubio de Auñón de Robledo (1701 - 1708)
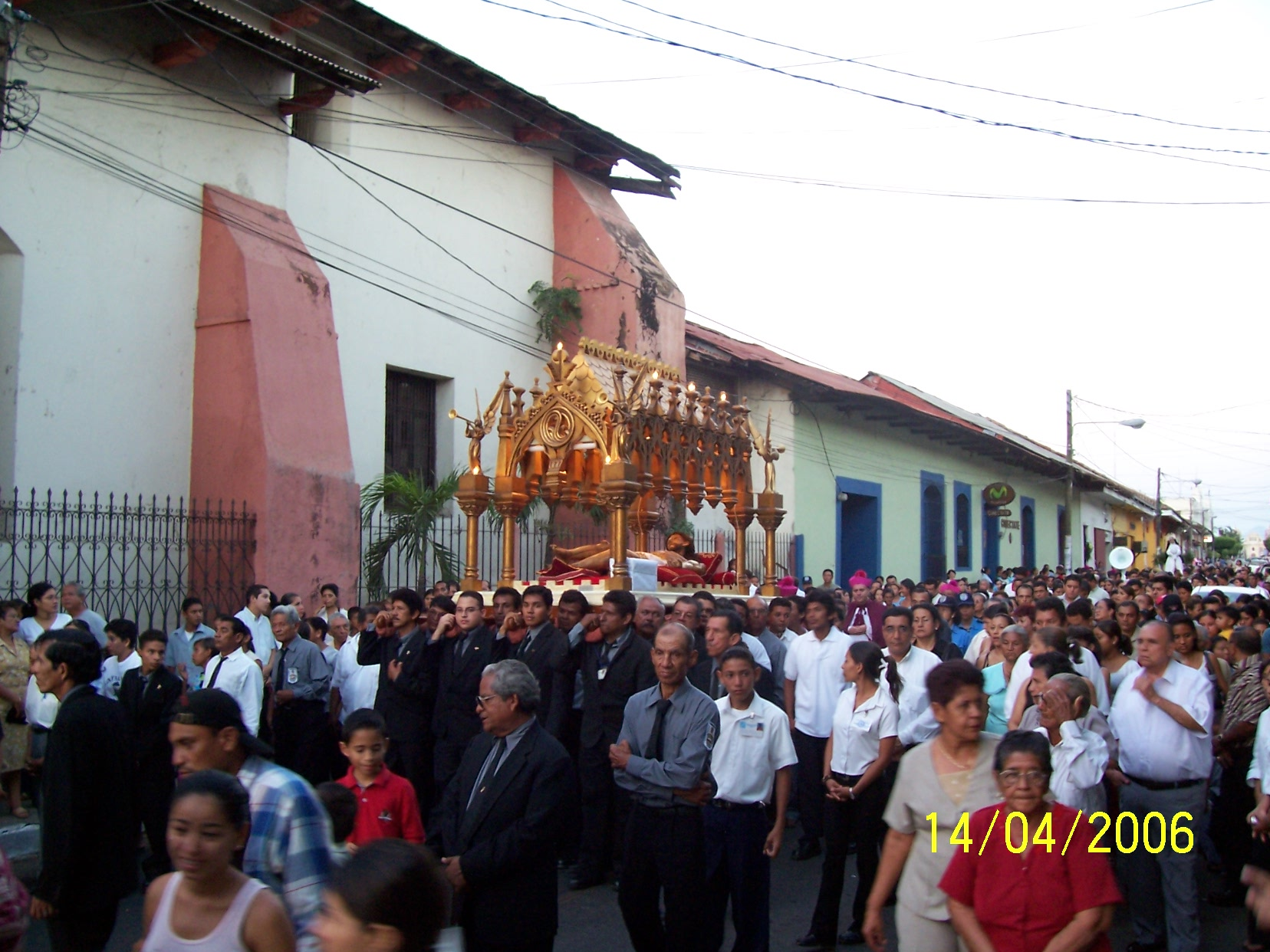
Processie in León